# Reattore nucleare ad acqua pesante pressurizzata
Un reattore nucleare pressurizzato ad acqua pesante (sigla PHWR, dall'inglese: pressurized heavy water reactor) è un reattore nucleare, sottoclasse della classe ad acqua pesante (HWR) che comunemente utilizza uranio naturale come suo combustibile, e che utilizza acqua pesante (ossia ossido di deuterio D2O) come refrigerante e moderatore di neutroni.

## Scopo dell'utilizzo dell'acqua pesante
L'acqua rappresenta un ottimo moderatore di neutroni veloci, permettendone la transizione in neutroni termici capaci di sostenere la reazione a catena di un combustibile nucleare arricchito (Uranio contenente una quota di isotopo 235 intorno al 3%), poiché oltre a moderare i neutroni essa tende ad assorbirne una quantità elevata e a formare deuterio.
L'acqua pesante è semplicemente acqua che al posto dell'idrogeno ha già il suo isotopo deuterio, già provvisto di un neutrone, che pregiudica la capacità di assorbire neutroni e permette quindi il sostentamento di una reazione a catena di combustibile non arricchito. 

## Vantaggi

### Utilizzo dell'Uranio non arricchito
I reattori ad acqua pesante possono utilizzare uranio naturale, uranio debolmente arricchito (concentrazione di U-235 del 0,71-2 %).

### Utilizzo dell'uranio "spento"
Nei CANDU è stato anche testato l'utilizzo dell'"uranio spento" (mescolato a plutonio e ad altre scorie radioattive) proveniente da barre di combustibile esausto proveniente da altri reattori nucleari (senza riprocessamento chimico, tramite il ciclo DUPIC). Nonostante possa essere adeguatamente "bruciato", le scorie prodotte da questo utilizzo sono molto più pericolose perché contengono un'alta percentuale di nettunio-237 (molto solubile in acqua), plutonio-239 e di xeno-110 (oltre a uranio-238). Attualmente il basso costo dell'uranio rende superfluo il riciclo.

### Utilizzo del Torio come combustibile
Il Torio è un metallo attinide, quattro volte più diffuso rispetto all'uranio (anche meno costoso da estrarre e da "purificare" rispetto all'uranio, dato che non necessita di arricchimento). Lo si definisce "fertile" in quanto sottoposto al flusso di neutroni termici viene trasformato in torio-233, che dopo decadimento beta si trasmuta nel elemento uranio-233, che risulta fissile.

### Bassa radiotossicità delle scorie del torio
Il vantaggio più evidente del reattore torio-uranio è tuttavia quello riguardante le scorie: il "combustibile" esausto scaricato da un reattore autofertilizzante al torio ha una radiotossicità estremamente più bassa (di svariati ordini di grandezza) rispetto a qualunque reattore all'uranio-plutonio: dopo meno di un secolo è infatti inferiore a quella dell'uranio naturale (che è comunque molto pericoloso in quanto radioattivo) e addirittura, nei reattori termici al torio è fin dall'inizio inferiore. Si ritiene pertanto che le scorie andrebbero confinate solamente per circa 300 anni (meno di quanto non serva per molti prodotti dell'industria chimica). A titolo di confronto il "combustibile" esausto di un reattore all'uranio, per ridurre la propria radiotossicità a livelli inferiori a quelli dell'uranio naturale di partenza, impiega circa 300.000 anni, mentre dopo riprocessamento il combustibile di un reattore nucleare autofertilizzante all'uranio-plutonio impiega decine di migliaia di anni.

### Sicurezza passiva
Nei reattori ad acqua pesante pressurizzata, la perdita (per rottura delle tubazioni) o l'evaporazione del refrigerante (per esplosione catastrofica in seguito alla formazione di bolle di idrogeno e di ossigeno) corrisponde alla perdita del moderatore D2O, e dunque le reazioni di fissione controllata si fermerebbero spontaneamente dopo questo grave incidente. Anche se il deuterio non è radioattivo, l'acqua pesante può essere contaminata con trizio e con altre particelle radioattive provenienti dalle tubature attivate, e dunque risulta più sicuro un reattore dove l'acqua non esce dall'edificio di contenimento primario ma che tramite uno scambiatore di calore trasferisce l'energia termica verso un edificio esterno contenente 
le turbine che muovono i generatori elettrici.

### Produzione di trizio
Un sottoprodotto dell'irraggiamento neutronico del deuterio (nell'acqua pesante) è il trizio, che un giorno potrebbe essere sfruttato da alcuni tipi proposti di reattore nucleare a fusione (ma anche nella bomba termonucleare, come potenziatore dell'idruro di litio).

## Svantaggi

### Elevato costo dell'acqua pesante
I costi di produzione dell'acqua pesante sono in gran parte un segreto militare e industriale, spesso la D2O viene prodotta dai gestori dei reattori nucleari, ed il costo è sicuramente in rapporto alle tecnologie impiegate e ad economie di scala che incidono sul prezzo finale dell'elettricità prodotta. Comunque si calcola che nel 2005 l'acqua pesante venduta in quantità industriali, avesse un costo non superiore ai 1000 dollari al kilogrammo (400 $ per libbra), ottenendola per scambio tra il solfuro di idrogeno (H2S) e l'acqua naturale (H2O + D2O), dove esiste un atomo di deuterio ogni 6400 atomi di idrogeno. In un tipico reattore nucleare dell'India, ad acqua pesante PHWR da 220 MW sono necessarie da 70 a 140 tonnellate circa, e dunque il costo del moderatore non supererebbe i 70 a 140 milioni di dollari. Il moderatore può essere riciclato in successivi impianti nucleari.
Il costo commerciale nel 2006, per un kilogrammo di acqua pesante al 99,98% (reactor-purity grade), variava da $600 e $700. Piccole quantità di acqua pesante di purezza accettabile (99,9%) possono essere acquistate da case fornitrici dell'industria chimico-farmaceutica a prezzi di circa $1 per grammo.
Per i reattori nucleari della filiera CANDU è stato calcolato che l'acqua pesante rappresenti mediamente circa il 20% del costo di capitale per ogni reattore. Nella penisola di Bruce nell'Ontario era stato costruito un impianto capace di produrre 1 litro di acqua pesante per ogni 320.000 litri di acqua proveniente dai Grandi Laghi (alimentato con l'energia termica ed elettrica prodotta dagli stessi reattori), ma dopo l'accumulo di imponenti eccedenze di acqua pesante, e per le crescenti preoccupazioni ambientali causate dal solfuro di idrogeno, l'impianto è stato chiuso e successivamente smantellato.

### Elevato irraggiamento del reattore
L'intenso flusso di neutroni termici provoca un'intensa attivazione radioattiva del core del reattore e delle strutture dell'edificio di contenimento principale. Questo rende necessario un lungo periodo di attesa tra il de-fueling e il definitivo smantellamento del reattore nucleare, che in siti con elevato valore commerciale o paesaggistico, può determinare un rilevante problema economico e sociale.

### Perdite di trizio nell'ambiente
Uno dei pericoli dei reattori PHWR è l'inquinamento dovuto alla perdita di modesti quantitativi di trizio (beta-emittente) nell'acqua del circuito secondario di refrigerazione del reattore.

## Reattori ad acqua pesante pressurizzata commerciali
Controllando parametri come la velocità e la fluenza neutronica, e diminuendone la cattura, si può massimizzare il "burnup" del plutonio, riducendone la sua produzione. I reattori nucleari commerciali ad acqua pesante necessitano di una serie di caratteristiche tecniche per impedire l'eccessiva produzione di plutonio atto ad usi bellici. In effetti alcuni reattori commerciali, come il CANDU, utilizzano il plutonio proveniente da armi nucleari assieme all'uranio, bruciandoli entrambi in modo esaustivo
Questo tipo di reattore viene utilizzato principalmente nelle centrali nucleari in Canada e in India per produrre energia nucleare da molti tipi di combustibile nucleare.

### CANDU
La tipologia più comune per il reattore nucleare ad acqua pesante pressurizzata è quella della filiera canadese CANDU, che a tutti gli effetti di funzionamento è un PHWR anche se introduce modifiche rispetto ai modelli originali, tra questo l'utilizzo della enorme calandra contenente acqua pesante in pressione, il sistema a "cestelli" per trasportare gli elementi combustibili, l'assenza di un grosso "core pressurizzato" (ma di numerosi tubi in pressione), il sistema di rifornimento automatizzato orizzontale a ciclo continuo.

## Reattori nucleari pressurizzati ad acqua pesante nel mondo

### In funzione
- Argentina: 2 reattori nucleari PHWR (uno in completamento), quello di Atucha utilizza uranio debolmente arricchito, a meno del 1%
- Canada: 18 reattori della filiera CANDU, in funzione. 4 fermati a lungo termine.
- India: 17 reattori in funzione (CANDU o suoi derivati)